# 柳德維尼夫卡 (白采爾科維區)
49°55′56″N 30°30′53″E / 49.93222°N 30.51472°E
柳德維尼夫卡（烏克蘭語：Людвинівка）是位於烏克蘭北部的村莊，由基辅州白采爾克瓦區的烏津市鎮負責管轄。該村始建於1826年，面積13平方公里，海拔高度187米，2001年人口261，人口密度每平方公里20.1人。